# 阿嘉島
阿嘉島（日语：／ Aka-shima、琉球語：／ ）是慶良間群島的一个岛屿，位于冲绳岛西南方15英里，由日本冲绳县座间味村管辖。2013年2月统计，岛上有167户，275人居住，有一所座间味村阿嘉中学。岛上的阿嘉岛临海研究所，为全日本提供群礁系统状况和最佳保护措施方面的资料和指导。

## 地理
阿嘉島位于庆良间群岛中部偏西，是该群岛中仅次于渡嘉敷岛和座间味岛的第三大岛。位于座间味岛西南方向，距座间味港3公里左右。阿嘉島属亚热带气候；海水温度在每年二月和三月降到最低，但月平均都在20℃以上；七月和八月海水温度最高，在27.1至29.6℃之间；附近有黑潮洋流。

### 動物
阿嘉島有鸟类、蝴蝶和蜘蛛等多种陆地野生动物，周边海域珊瑚礁发育良好，种类多达248种（14科、59属）；鱼类有360种，主要是魨形目、金眼鯛目、鱸形目等。庆良间鹿是慶良間群島的特有物种，能在岛屿之间游弋，是日本国家保护物种。

## 交通
阿嘉岛、慶留間島、外地島三座岛屿通过跨海大桥相连。阿嘉岛与慶留間島之间是阿嘉大桥，于1998年6月建成；慶良間機場坐落在外地岛上。
- 那霸港（泊碼頭） - 阿嘉港 - 座間味港：从那霸港岛到阿嘉岛坐高速船约50分钟，渡轮约100分钟。[9][10]
- 座間味港 - 阿嘉港 - 阿波連港（渡嘉敷島）：从座间味岛到阿嘉岛坐小渡船约15分钟[11][12]。

## 观光场所
阿嘉岛是海洋科考、潜水和浮潜的理想场所。

## 图片集

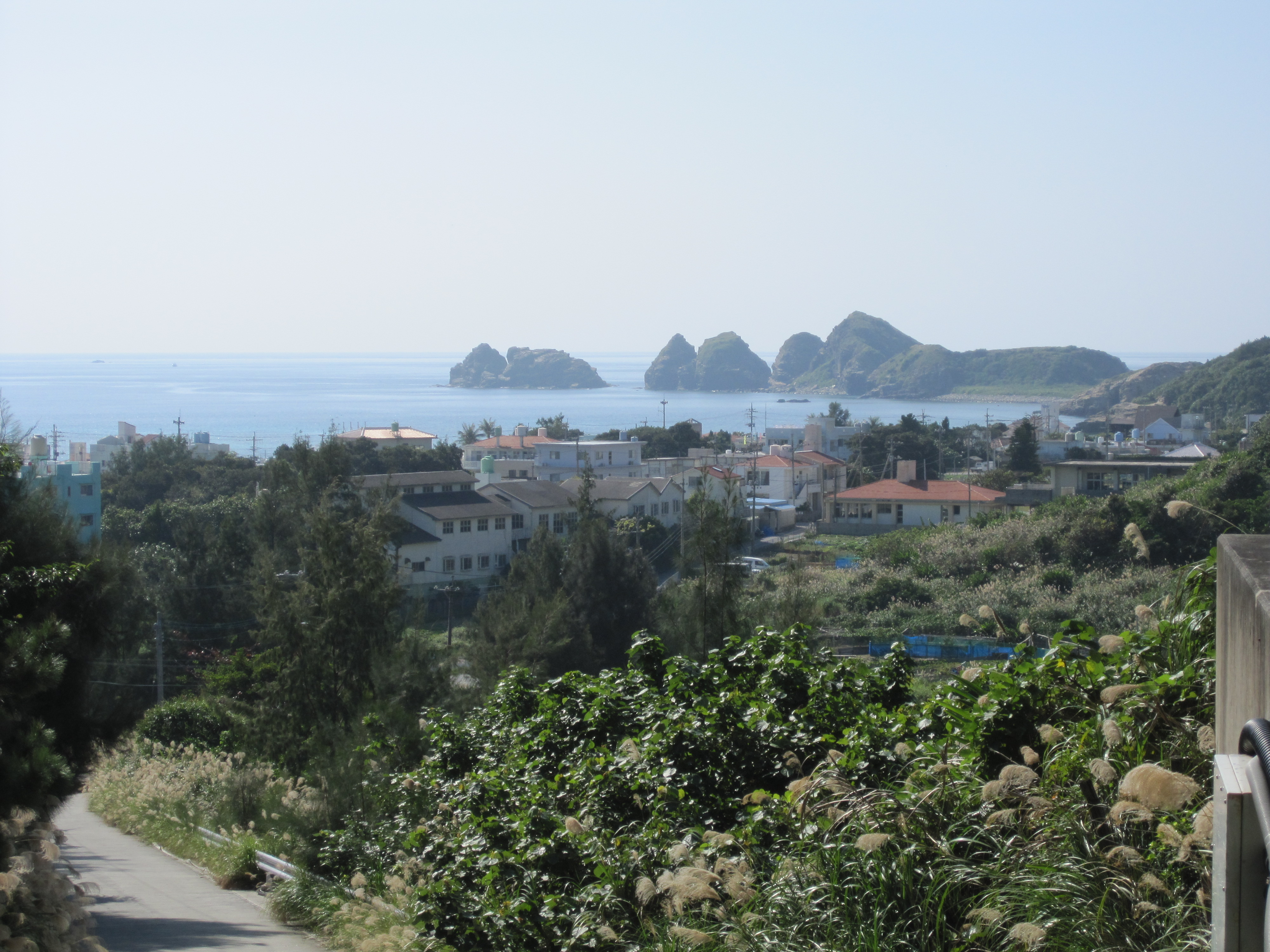
阿嘉島村庄
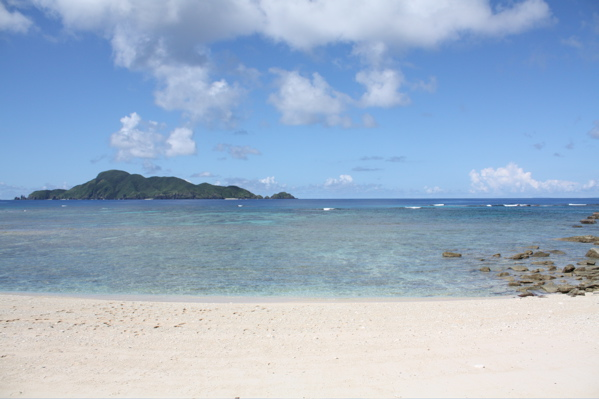
阿嘉島沙滩

## 外部連結
- 冲绳县官方网站 （页面存档备份，存于）